# Anastasiya Svechnikova
Anastasiya Vladimirovna Svechnikova (russisch Анастасия Владимировна Свечникова, Anastassija Wladimirowna Swetschnikowa; * 20. September 1992 in Taschkent) ist eine ehemalige usbekische Leichtathletin, die sich auf den Speerwurf spezialisiert hat.

## Sportliche Laufbahn
Erste internationale Erfahrungen sammelte Anastasiya Svechnikova im Jahr 2007, als sie bei den Jugendweltmeisterschaften in Ostrava mit einer Weite von 44,67 m den zwölften Platz belegte. Im Jahr darauf gewann sie bei den Juniorenasienmeisterschaften in Jakarta mit 51,58 m die Silbermedaille und anschließend gelangte sie bei den Juniorenweltmeisterschaften in Bydgoszcz mit 51,15 m auf Rang neun. Mitte August nahm sie erstmals an den Olympischen Sommerspielen in Peking teil, verpasste dort aber mit 55,31 m den Finaleinzug. Zudem war sie mit 15 Jahren die jüngste aller Teilnehmerinnen bei den Spielen. 2009 siegte sie mit 53,25 m bei den Jugendweltmeisterschaften in Brixen und im Jahr darauf siegte sie dann auch bei den Juniorenasienmeisterschaften in Hanoi mit einem Wurf auf 54,32 m. Anschließend nahm sie an den Asienspielen in Guangzhou teil und belegte dort mit 55,96 m den fünften Platz. 2011 erreichte sie bei den Asienmeisterschaften in Kōbe mit 45,26 m Rang neun und im Jahr darauf stellte sie in Taschkent mit 61,17 m einen neuen Landesrekord auf und startete dann erneut bei den Olympischen Spielen in London, schied dort aber mit 51,27 m in der  Qualifikationsrunde aus. 2015 wurde sie bei den Asienmeisterschaften in Wuhan mit 50,92 m Sechste und schied anschließend bei der Sommer-Universiade in Gwangju mit 50,47 m in der Vorrunde aus. Im März 2017 bestritt sie in Taschkent ihren letzten offiziellen Wettkampf und beendete daraufhin ihre aktive sportliche Karriere im Alter von 24 Jahren.
In den Jahren 2010, 2011 und 2014 wurde Svechnikova usbekische Meisterin im Speerwurf. Sie ist mit dem Speerwerfer Ivan Zaysev verheiratet.